# 2e cérémonie des Boston Online Film Critics Association Awards
La 2e cérémonie des Boston Online Film Critics Association Awards (BOFCA Awards), décernés par la Boston Online Film Critics Association, a eu lieu le 9 décembre 2013, et a récompensé les films réalisés dans l'année.

## Palmarès

### Top 10
1. Twelve Years a Slave
2. Inside Llewyn Davis
3. Le Loup de Wall Street (The Wolf of Wall Street)
4. Gravity
5. Before Midnight
6. The Spectacular Now
7. La Vie d'Adèle
8. Spring Breakers
9. Le Dernier Pub avant la fin du monde (The World's End)
10. Fruitvale Station

### Catégories
Meilleur film
- Twelve Years a Slave

Meilleur réalisateur
- Steve McQueen pour Twelve Years a Slave

Meilleur acteur
- Chiwetel Ejiofor pour le rôle de Solomon Northup dans Twelve Years a Slave

Meilleure actrice
- Cate Blanchett pour le rôle de Jasmine dans Blue Jasmine

Meilleur acteur dans un second rôle
- Jared Leto pour le rôle de Rayon dans Dallas Buyers Club

Meilleure actrice dans un second rôle
- Lupita Nyong'o pour le rôle de Patsey dans Twelve Years a Slave

Meilleure distribution
- Twelve Years a Slave

Meilleur scénario
- Before Midnight – Richard Linklater, Julie Delpy et Ethan Hawke

Meilleure photographie
- Inside Llewyn Davis – Bruno Delbonnel

Meilleur montage
- Twelve Years a Slave – Joe Walker

Meilleure musique originale
- Twelve Years a Slave – Hans Zimmer

Meilleur film en langue étrangère
- La Vie d'Adèle –  France

Meilleur film d'animation(ex æquo)
- La Reine des neiges (Frozen)
- Le vent se lève (風立ちぬ, Kaze tachinu)

Meilleur film documentaire
- The Act of Killing (Jagal)